# Gaṇikā

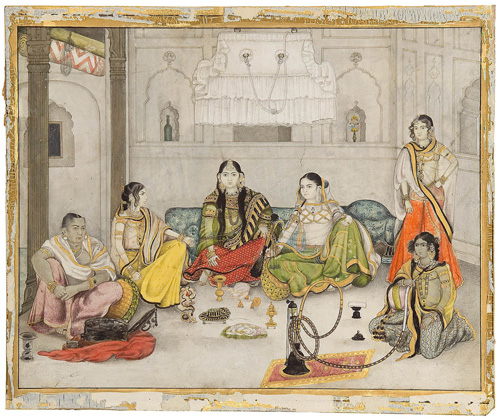
En grupp kurtisaner på 1800-talet kan betraktas som en senare form eller utvecklad typ av Gaṇikās, från den Vediska perioden.

Gaṇikā (sanskrit: गणिका) var en historisk indisk term för en kategori prostituerade.
Termen stod för den högsta rankade kategorin prostituerade i det antika Indien. Termen finns belagd från vedisk tid. Kurtisaner i allmänhet kallades veshyas. Den längsta rangen kallades kumbhadasi. En kurtisan som ville registreras som en ganika måste behärska alla de 64 konstformer som fanns uppräknade i Kalā. En ganika betraktades som den högsta i status av alla kurtisaner och anlitades för att underhålla kungligheter vid religiösa och andra högtider. De var mest omtalade under Guptariket; efter Guptarikets fall tycks begreppet ha försvunnit och så småningom ersatts av tawaif. 